# Vucciria (Guttuso)
Vucciria è un dipinto di Renato Guttuso realizzato nel 1974. Viene considerato il suo dipinto più celebre.

## Descrizione
Il quadro, caratterizzato da realismo crudo e sanguigno come le carni esposte nel famoso omonimo mercato di Palermo, esprime una delle tante anime della città siciliana, ed è talmente forte il segno dell'artista insieme al senso del colore che sembra sprigionare il vocio e la cantilena quasi araba dei "vanniaturi" del celebre mercato palermitano che dà il nome al quartiere ed emanare i profumi dei prodotti tipici, frutta e verdura, esposti sulle bancarelle, ingredienti saporosi per la cucina siciliana.